# Dolichopeza kongoola
Dolichopeza kongoola är en tvåvingeart som beskrevs av Günther Theischinger 1993. Dolichopeza kongoola ingår i släktet Dolichopeza och familjen storharkrankar. Inga underarter finns listade i Catalogue of Life.